# Sønder Asmindrup Sogn
Sønder Asmindrup Sogn var et sogn i Holbæk Provsti (Roskilde Stift). Sønder Asmindrup Sogn dannede 27. november 2011 (1. søndag i advent) sammen med Grandløse Sogn og Ågerup Sogn det nye Vipperød Sogn.
I 1800-tallet var Grandløse Sogn anneks til Sønder Asmindrup Sogn. Begge sogne hørte til Merløse Herred i Holbæk Amt. Sønder Asmindrup-Grandløse sognekommune blev ved kommunalreformen i 1970 indlemmet i Holbæk Kommune.
I Sønder Asmindrup Sogn ligger Sønder Asmindrup Kirke, som har et gældsbevis fra år 1210 skrevet i muren med både det latinske alfabet og runer.
I sognet fandtes følgende autoriserede stednavne:
- Algestrup (bebyggelse, ejerlav)
- Ejlstrup (bebyggelse, ejerlav)
- Ellesø (bebyggelse)
- Fruerskov (bebyggelse)
- Havreholm (bebyggelse, ejerlav)
- Hellestrup (bebyggelse)
- Maglesø (areal)
- Sigersholm (bebyggelse, ejerlav)
- Skrædderbjerg (bebyggelse)
- Søby (bebyggelse)
- Sønder Asmindrup (bebyggelse, ejerlav)
- Vallestrup (bebyggelse, ejerlav)
- Vinstrup (bebyggelse, ejerlav)